# Beats 4 Love
El festival de música Beats 4 Love (Beats for love) es uno de los festivales de música electrónica más importante de Centroeuropa y que se localiza en la ciudad de Ostrava, en la región de Moravskoslezsky kraj al este del país. El evento tiene lugar en Dolní Vítkovice, una antigua industria minera que ha sido reconvertida en lugar turístico y en el que ocasionalmente se celebran algunos eventos musicales como este o como Colours of Ostrava.
En su primer año (2013) contó con 25000 espectadores, en 2014 con 35000, en 2015 con 42000 y en 2016 con más de 40000. Su duración es de 4 días.